# هربرت تريفور
هربرت تريفور (16 ديسمبر 1871 في المملكة المتحدة - 23 مارس 1939 في المملكة المتحدة) (بالإنجليزية: Herbert Trevor)‏ هو لاعب كريكت بريطاني وبريطاني (وحمل سابقاً جنسية المملكة المتحدة لبريطانيا العظمى وأيرلندا). لعب مع Mumbai cricket team ‏ ونادي مقاطعة ساسكس للكركيت ‏.

## وصلات خارجية
- هربرت تريفور على موقع إي آس بي آن كريك إنفو (الإنجليزية)